# Australian Open 2015
De 103e editie van het Australische grandslamtoernooi, het Australian Open 2015, werd gehouden tussen 19 januari en 1 februari 2015. Het toernooi in het Melbourne Park te Melbourne was de 89e editie voor de vrouwen.
Bij zowel het enkelspel voor de mannen als dat voor de vrouwen begon het toernooi op de negentiende van januari. Bij beide dubbelspelen startte het toernooi twee dagen later en het gemengd dubbelspel begon pas op de drieëntwintigste. De finale van het vrouwendubbelspel werd op vrijdag de dertigste gespeeld. De finales van het mannendubbelspel en het vrouwenenkelspel vonden op zaterdag de eenendertigste plaats. Het toernooi werd afgesloten met de finales van het gemengd dubbelspel en het mannenenkelspel op zondag één februari.
Bij het mannenenkelspel was de Zwitser Stanislas Wawrinka de titelverdediger. De titelhoudster bij de vrouwen, de Chinese Li Na, beëindigde haar tennisloopbaan in september 2014 en kwam haar titel niet verdedigen. De titelverdedigers bij het mannendubbelspel waren Łukasz Kubot (Polen) en Robert Lindstedt (Zweden). Bij de vrouwen ging de titel in 2014 naar het Italiaanse duo Sara Errani en Roberta Vinci. Titelverdediger bij het gemengd dubbelspel was het Frans/Canadese duo Kristina Mladenovic en Daniel Nestor.
Bij het mannenenkelspel greep de Serviër Novak Đoković zijn vijfde Australian Open-titel. De Amerikaanse Serena Williams veroverde bij de vrouwen haar negentiende grandslamtitel. De winst van het mannendubbelspel ging naar de Italianen Simone Bolelli en Fabio Fognini – voor ieder van hen was het de eerste grandslamtitel. De titel in het vrouwendubbelspel ging naar Bethanie Mattek-Sands (Verenigde Staten) en Lucie Šafářová (Tsjechië) – ook voor hen was het de eerste grandslamtitel in het dubbelspel (Mattek-Sands had een eerdere grandslamtitel in het gemengd dubbelspel). Ten slotte wist het Zwitsers/Indiase duo Martina Hingis en Leander Paes de titel in het gemengd dubbelspel te veroveren – voor Hingis was het de tweede, voor Paes de zevende gemengd-dubbelspeltitel.
Het toernooi van 2015 trok 703.899 toeschouwers

## Toernooikalender

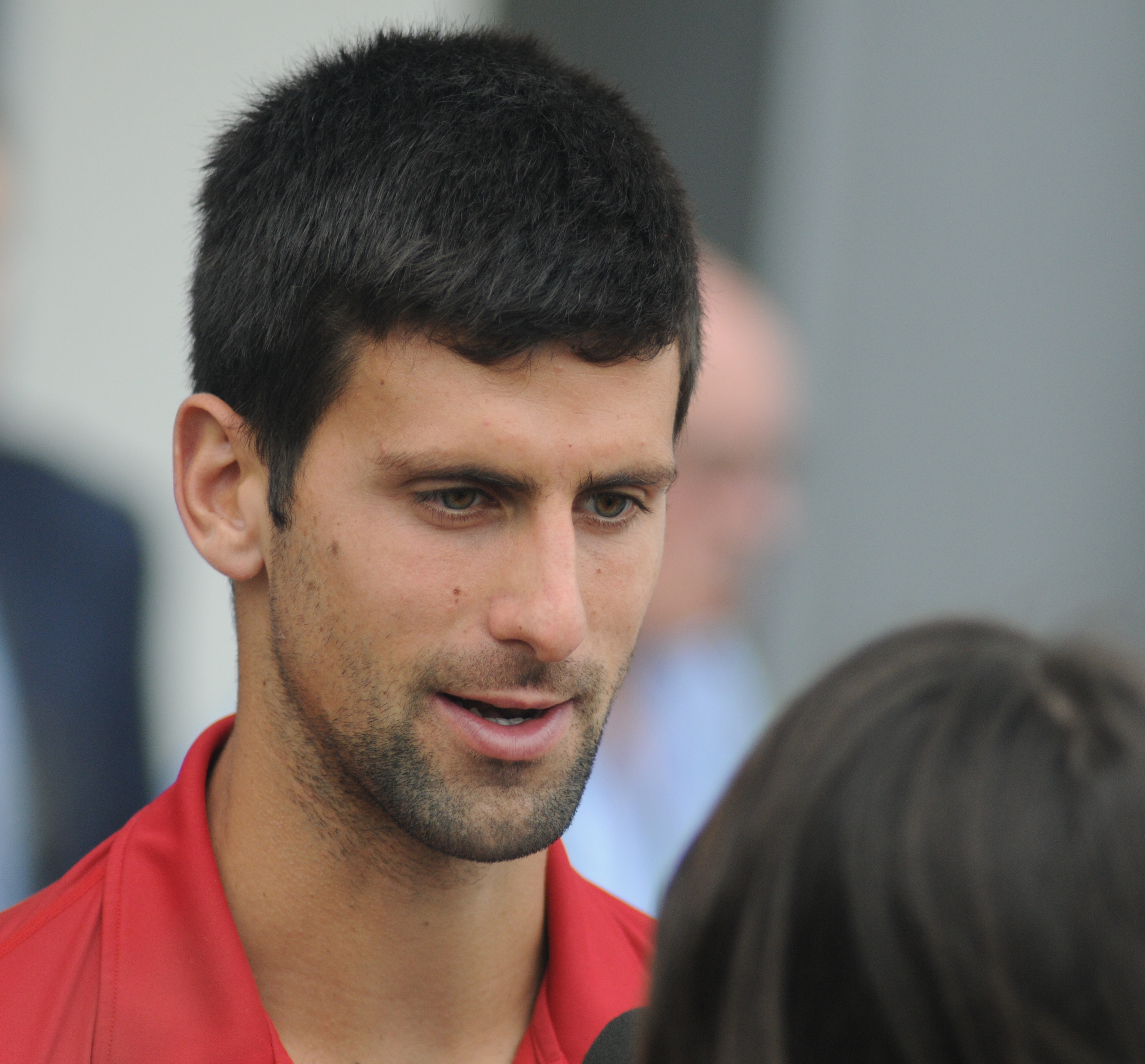
Novak Đoković, winnaar bij de mannen.

|                    | januari 2015 | januari 2015 | januari 2015 | januari 2015 | januari 2015 | januari 2015 | januari 2015 | januari 2015 | januari 2015 | januari 2015 | januari 2015 | januari 2015 | januari 2015 | feb 2015 |
| ma 19              | di 20        | wo 21        | do 22        | vr 23        | za 24        | zo 25        | ma 26        | di 27        | wo 28        | do 29        | vr 30        | za 31        | zo 1         |          |
| ------------------ | ------------ | ------------ | ------------ | ------------ | ------------ | ------------ | ------------ | ------------ | ------------ | ------------ | ------------ | ------------ | ------------ | -------- |
| mannenenkelspel    | 1e ronde     | 1e ronde     | 2e ronde     | 2e ronde     | 3e ronde     | 3e ronde     | 4e ronde     | 4e ronde     | kwartfinale  | kwartfinale  | halve finale | halve finale |              | finale   |
| vrouwenenkelspel   | 1e ronde     | 1e ronde     | 2e ronde     | 2e ronde     | 3e ronde     | 3e ronde     | 4e ronde     | 4e ronde     | kwartfinale  | kwartfinale  | halve finale |              | finale       |          |
| mannendubbelspel   |              |              | 1e ronde     | 1e ronde     | 2e ronde     | 2e ronde     | 3e ronde     | 3e ronde     | kwartfinale  | kwartfinale  | halve finale |              | finale       |          |
| vrouwendubbelspel  |              |              | 1e ronde     | 1e ronde     | 2e ronde     | 2e ronde     | 3e ronde     | 3e ronde     | kwartfinale  | halve finale |              | finale       |              |          |
| gemengd dubbelspel |              |              |              |              | 1e ronde     | 1e ronde     | 1e ronde     | 2e ronde     | 2e ronde     | kwartfinale  | kwartfinale  | halve finale |              | finale   |

## Enkelspel

### Mannen

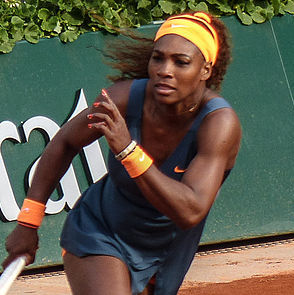
Serena Williams, winnares bij de vrouwen.

De titel werd gewonnen door de als eerste geplaatste Serviër Novak Đoković. Nadat hij in de halve finale een vijfsetter nodig had gehad om titelverdediger Stanislas Wawrinka te bedwingen, kwam hij in de finale voor de vierentwintigste keer in zijn loopbaan tegenover de Schot Andy Murray te staan. Nadat beiden een set in de tiebreak hadden gewonnen, won  Đoković de titel in vier sets (7-6, 6-7, 6-3 en 6-0). De Serviër behaalde zijn vijf Australian Open-enkelspeltitels, waarmee hij alleen nog de Australische tennislegende Roy Emerson (zes titels) boven zich heeft. Het was zijn 49e ATP-titel in totaal.

### Vrouwen
Het eerste reekshoofd, Serena Williams uit de Verenigde Staten, won het toernooi. Zij versloeg in de finale de als tweede geplaatste Russin Maria Sjarapova in twee sets, met een tiebreak in de tweede set. Williams wist voor de zesde keer in haar carrière de Australian Open op haar naam te schrijven. Het was haar negentiende grandslamenkelspeltitel, waarmee zij Martina Navrátilová en Chris Evert (ieder achttien titels) passeerde. Williams staat nu gelijk met Helen Wills-Moody, en weet alleen Margaret Court (24) en Steffi Graf (22) nog boven zich. Het was haar 65e WTA-titel in totaal.

## Dubbelspel

### Mannendubbelspel
De als eerste geplaatste favorieten, de Amerikaanse tweeling Bob en Mike Bryan, sneuvelden in de derde ronde. De ongeplaatste Italianen Simone Bolelli en Fabio Fognini wonnen ieder hun eerste grandslamtitel. In de finale versloegen zij het Franse koppel Pierre-Hugues Herbert en Nicolas Mahut met 6-4 en 6-4.

### Vrouwendubbelspel
De als eerste geplaatste favorieten, het Italiaanse koppel Sara Errani en Roberta Vinci, sneuvelden in de derde ronde. Het toernooi werd gewonnen door het ongeplaatste duo Bethanie Mattek-Sands en Lucie Šafářová. Zij versloegen in de finale Chan Yung-jan (Taiwan) en Zheng Jie (China) met 6-4 en 7-6. Het was hun eerste gezamenlijke titel. Mattek-Sands had daarnaast dertien eerdere dubbelspeltitels met andere partners; Šafářová vier.

### Gemengd dubbelspel
Het eerste reekshoofd, Sania Mirza en Bruno Soares, bereikte de halve finale; titelverdedigers Kristina Mladenovic en Daniel Nestor (als derde geplaatst) bereikten de finale. Maar het toernooi werd gewonnen door het als zevende geplaatste duo Martina Hingis en Leander Paes – het was hun eerste gezamenlijke titel; Hingis had daarnaast twee eerdere gemengd-dubbelspeltitels met andere partners; Paes zes.

## Kwalificatietoernooi (enkelspel)
Algemene regels – Aan het hoofdtoernooi (enkelspel) doen bij de mannen en vrouwen elk 128 tennissers mee. De 104 beste mannen en 108 beste vrouwen van de wereldranglijst die zich inschrijven worden rechtstreeks toegelaten. Acht mannen en acht vrouwen krijgen van de organisatie een wildcard. Voor de overige ingeschrevenen resteren dan nog zestien plaatsen bij de mannen en twaalf plaatsen bij de vrouwen in het hoofdtoernooi – deze plaatsen worden via het kwalificatietoernooi ingevuld. Aan dit kwalificatietoernooi doen nog eens 128 mannen en 96 vrouwen mee.

### Belgen in het kwalificatietoernooi
- Ysaline Bonaventure, de enige Belgische deelneemster, kwam niet voorbij de eerste kwalificatieronde waarin zij strandde op de als eerste geplaatste Tsjechische Denisa Allertová.

Zeven mannen namen deel aan de kwalificaties:
1. Ruben Bemelmans slaagde erin zich te kwalificeren voor het hoofdtoernooi; in de finale kwalificatieronde won hij in twee sets van Japanner Hiroki Moriya.
2. Steve Darcis bereikte de derde kwalificatieronde, maar verloor van Oostenrijker Jürgen Melzer.
3. Ook Maxime Authom bereikte de derde kwalificatieronde – hij verloor van Tim Smyczek (VS) die daarvoor al Coppejans had verslagen.
4. Kimmer Coppejans bleef steken in de eerste kwalificatieronde, verslagen door voornoemde Smyczek.
5. Niels Desein strandde eveneens in de eerste kwalificatieronde.
6. Ook Yannick Mertens kon na de eerste kwalificatieronde huiswaarts keren.
7. Arthur De Greef wachtte hetzelfde lot.

### Nederlanders in het kwalificatietoernooi
- Richèl Hogenkamp, de enige Nederlandse deelneemster, moest weliswaar tegen ieder van haar drie tegenstandsters een set prijsgeven, maar uiteindelijk slaagde zij erin zich te kwalificeren voor het hoofdtoernooi door achtereenvolgens Shuko Aoyama (Japan), Louisa Chirico (VS) en Shahar Peer (Israël) te verslaan.

Drie mannen namen deel aan de kwalificaties:
1. Thiemo de Bakker bereikte de tweede kwalificatieronde, waarin hij de duimen moest leggen voor Michael Russell (VS).
2. Jesse Huta Galung strandde al in de eerste kwalificatieronde.
3. Ook Boy Westerhof kwam niet voorbij de eerste kwalificatieronde.

## Junioren
Meisjesenkelspel

Finale: Tereza Mihalíková (Slowakije) won van Katie Swan (VK) met 6-1, 6-4
Meisjesdubbelspel

Finale: Miriam Kolodziejová (Tsjechië) en Markéta Vondroušová (Tsjechië) wonnen van Katharina Hobgarski (Duitsland) en Greet Minnen (België) met 7-5, 6-4
Jongensenkelspel

Finale: Roman Safioellin (Rusland) won van Hong Seong-chan (Zuid-Korea) met 7-5, 7-6
Jongensdubbelspel

Finale: Jake Delaney (Australië) en Marc Polmans (Australië) wonnen van Hubert Hurkacz (Polen) en Alex Molčan (Slowakije) met 0-6, 6-2, [10-8]

## Rolstoeltennis
Mannenenkelspel

Finale: Shingo Kunieda (Japan) won van Stéphane Houdet (Frankrijk) met 6-2, 6-2
Mannendubbelspel

Finale: Shingo Kunieda (Japan) en Stéphane Houdet (Frankrijk) wonnen van Gustavo Fernández (Argentinië) en Gordon Reid (Verenigd Koninkrijk) met 6-2, 6-1
Vrouwenenkelspel

Finale: Jiske Griffioen (Nederland) won van Yui Kamiji (Japan) met 6-3, 7-5
Vrouwendubbelspel

Finale: Yui Kamiji (Japan) en Jordanne Whiley (Verenigd Koninkrijk) wonnen van Jiske Griffioen (Nederland) en Aniek van Koot (Nederland) met 4-6, 6-4, 7-5
Quad-enkelspel

Finale: Dylan Alcott (Australië) won van David Wagner (Verenigde Staten) met 6-2, 6-3
Quad-dubbelspel

Finale: Andy Lapthorne (Verenigd Koninkrijk) en David Wagner (Verenigde Staten) wonnen van Dylan Alcott (Australië) en Lucas Sithole (Zuid-Afrika) met 6-0, 3-6, 6-2

## Uitzendrechten
De Australian Open was in Nederland en België te zien op Eurosport. Eurosport zond de Australian Open uit via de lineaire sportkanalen Eurosport 1 en Eurosport 2 en via de online streamingdienst, de Eurosport Player.
Bovendien werden de finales van het mannenenkelspel en het vrouwenenkelspel en de halve finales van de mannenenkelspel live uitgezonden op de publieke omroep NOS op NPO 1 en NOS.nl.
1905 · 1906 · 1907 · 1908 · 1909 · 1910 · 1911 · 1912 · 1913 · 1914 · 1915 · 1916–1918 · 1919 · 1920 · 1921 · 1922 · 1923 · 1924 · 1925 · 1926 · 1927 · 1928 · 1929 · 1930 · 1931 · 1932 · 1933 · 1934 · 1935 · 1936 · 1937 · 1938 · 1939 · 1940 · 1941–1945 · 1946 · 1947 · 1948 · 1949 · 1950 · 1951 · 1952 · 1953 · 1954 · 1955 · 1956 · 1957 · 1958 · 1959 · 1960 · 1961 · 1962 · 1963 · 1964 · 1965 · 1966 · 1967 · 1968
↓ open tijdperk ↓
1969 (m-v-md-vd-gd) · 1970 (m-v-md-vd) · 1971 (m-v-md-vd) · 1972 (m-v-md-vd) · 1973 (m-v-md-vd) · 1974 (m-v-md-vd) · 1975 (m-v-md-vd) · 1976 (m-v-md-vd) · jan 1977 (m-v-md-vd) · dec 1977 (m-v-md-vd) · 1978 (m-v-md-vd) · 1979 (m-v-md-vd) · 1980 (m-v-md-vd) · 1981 (m-v-md-vd) · 1982 (m-v-md-vd) · 1983 (m-v-md-vd) · 1984 (m-v-md-vd) · 1985 (m-v-md-vd) · 1986 · 1987 (m-v-md-vd-gd) · 1988 (m-v-md-vd-gd) · 1989 (m-v-md-vd-gd) · 1990 (m-v-md-vd-gd) · 1991 (m-v-md-vd-gd) · 1992 (m-v-md-vd-gd) · 1993 (m-v-md-vd-gd) · 1994 (m-v-md-vd-gd) · 1995 (m-v-md-vd-gd) · 1996 (m-v-md-vd-gd) · 1997 (m-v-md-vd-gd) · 1998 (m-v-md-vd-gd) · 1999 (m-v-md-vd-gd) · 2000 (m-v-md-vd-gd) · 2001 (m-v-md-vd-gd) · 2002 (m-v-md-vd-gd) · 2003 (m-v-md-vd-gd) · 2004 (m-v-md-vd-gd) · 2005 (m-v-md-vd-gd) · 2006 (m-v-md-vd-gd) · 2007 (m-v-md-vd-gd) · 2008 (m-v-md-vd-gd) · 2009 (m-v-md-vd-gd) · 2010 (m-v-md-vd-gd) · 2011 (m-v-md-vd-gd) · 2012 (m-v-md-vd-gd) · 2013 (m-v-md-vd-gd) · 2014 (m-v-md-vd-gd) · 2015 (m-v-md-vd-gd) · 2016 (m-v-md-vd-gd) · 2017 (m-v-md-vd-gd) · 2018 (m-v-md-vd-gd) · 2019 (m-v-md-vd-gd)  · 2020 (m-v-md-vd-gd) · 2021 (m-v-md-vd-gd) · 2022 (m-v-md-vd-gd) · 2023 (m-v-md-vd-gd) · 2024 (m-v-md-vd-gd) · 2025 (m-v-md-vd-gd)
Lijst van Australian Openwinnaars